# خالد محمد (لاعب كرة قدم سعودي)
خالد محمد لاعب سعودي سابق في نادي الاتحاد لعب مابين فترة 1999الى 2003 و 2006 إلى 2009ترك لعب كرة القدم بعد اصابتة في الركبة وهو في سن 26 سنة
لعب في عام 1999 لنادي الأنصار قادما من نادي أحد بالمدينة استمر مع الفريق مايقارب سنتين سجل مع القريق 3 اهداف بعد ذلك انتقل إلى الدمام ليلعب مع نادي الاتفاق وتالق انذاك لينتقل سريعا إلى نادي الاتحاد وفي عام 2003 تعرض لحادث سير ادى إلى اصابتة في الركبة ليغيب عن الملاعب سنة كاملة واعلن ابتعاده عن كرة القدم ولاكنه عاد في عام 2006 لنادي الربيع وانتقل إلى نادي الأنصار مرة أخرى في عام 2008 واعلن اعتزاله في 2009
.